# Macoma pulleyi
Macoma pulleyi är en musselart som beskrevs av Boyer 1969. Macoma pulleyi ingår i släktet Macoma och familjen Tellinidae. Inga underarter finns listade i Catalogue of Life.